# Puchar Świata w biathlonie 1980/1981
Puchar Świata w biathlonie 1980/1981 - 4. edycja zawodów o Puchar Świata w tej dyscyplinie sportu. Cykl rozpoczął się 15 stycznia 1981 biegiem indywidualnym w czechosłowackiej miejscowości Jachymów, zaś zakończył się 5 kwietnia 1981 w szwedzkim Hedenäset, biegiem sztafetowym. W połowie lutego w Lahti odbyły się mistrzostwa świata. 
Klasyfikację generalną wygrał po raz trzeci w karierze Frank Ullrich reprezentujący NRD, zdobywając w sumie 140 punkty, drugi Anatolij Alabjew ze ZSRR stracił do niego 10 punkty, a trzeci norweg Kjell Søbak stracił 12 punktów.

## Kalendarz zawodów
Sezon rozpoczął się od startów w czechosłowackiej miejscowość Jachymów, w połowie stycznia. Pod koniec miesiąca biathloniści zagościli w Antholz-Anterselva i Ruhpolding. W lutym biathloniści rywalizowali w fińskim Lahti, podczas osiemnastych Mistrzostwa świata w Biathlonie. Imprezą wieńczącą sezon były zawody w szwedzkiej miejscowości Hedenäset.

### Zaplanowane starty
- Jachymów (15 - 17 stycznia 1981)
- Antholz-Anterselva (22 - 25 stycznia 1981)
- Ruhpolding (29 stycznia - 1 lutego 1981)
- Lahti (12 - 15 lutego 1981)
- Hedenäset (2 - 5 kwietnia 1981)

### Wyniki
| Lp.                                  | Data             | Miejsce            | Konkurencja       | 1. miejsce                                                         | 2. miejsce                                                               | 3. miejsce                                                                       |
| ------------------------------------ | ---------------- | ------------------ | ----------------- | ------------------------------------------------------------------ | ------------------------------------------------------------------------ | -------------------------------------------------------------------------------- |
| 1.                                   | 15 stycznia 1981 | Jachymów           | Bieg indywidualny | Terje Krokstad                                                     | Wiktor Cyuniel                                                           | Jaromír Šimůnek                                                                  |
| 2.                                   | 16 stycznia 1981 | Jachymów           | Sprint            | Kjell Søbak                                                        | Wiktor Awdiejew                                                          | Hans Åhman                                                                       |
| 3.                                   | 17 stycznia 1981 | Jachymów           | Sztafeta          | Austria                                                            | Czechosłowacja                                                           | Francja                                                                          |
| 4.                                   | 22 stycznia 1981 | Antholz-Anterselva | Bieg indywidualny | Eirik Kvalfoss                                                     | Toivo Mäkikyrö                                                           | Anatolij Alabjew                                                                 |
| 5.                                   | 24 stycznia 1981 | Antholz-Anterselva | Sprint            | Anatolij Alabjew                                                   | Piotr Miłoradow                                                          | Bernd Hellmich                                                                   |
| 6.                                   | 25 stycznia 1981 | Antholz-Anterselva | Sztafeta          | NRD                                                                | ZSRR                                                                     | NRD II                                                                           |
| 7.                                   | 28 stycznia 1981 | Ruhpolding         | Bieg indywidualny | Władimir Alikin                                                    | Frank Ullrich                                                            | Anatolij Alabjew                                                                 |
| 8.                                   | 31 stycznia 1981 | Ruhpolding         | Sprint            | Frank Ullrich                                                      | Peter Angerer                                                            | Eirik Kvalfoss                                                                   |
| 9.                                   | 1 lutego 1981    | Ruhpolding         | Sztafeta          | ZSRR                                                               | NRD                                                                      | Norwegia                                                                         |
| Mistrzostwa Świata w Biathlonie 1981 |                  |                    |                   |                                                                    |                                                                          |                                                                                  |
| 10.                                  | 12 lutego 1981   | Lahti              | Bieg indywidualny | Heikki Ikola                                                       | Frank Ullrich                                                            | Erkki Antila                                                                     |
| 11.                                  | 14 lutego 1981   | Lahti              | Sprint            | Frank Ullrich                                                      | Erkki Antila                                                             | Yvon Mougel                                                                      |
| 12.                                  | 15 lutego 1981   | Lahti              | Sztafeta          | NRD Mathias Jung · Matthias Jacob · Frank Ullrich · Eberhard Rösch | RFN Franz Bernreiter · Andreas Schweiger · Peter Angerer · Fritz Fischer | ZSRR Władimir Alikin · Władimir Barnaszow · Władimir Gawrikow · Anatolij Alabjew |
| 13.                                  | 2 kwietnia 1981  | Hedenäset          | Bieg indywidualny | Fritz Fischer                                                      | Peter Angerer                                                            | Franz Bernreiter                                                                 |
| 14.                                  | 4 kwietnia 1981  | Hedenäset          | Sprint            | Eirik Kvalfoss                                                     | Peter Angerer                                                            | Fritz Fischer                                                                    |
| 15.                                  | 5 kwietnia 1981  | Hedenäset          | Sztafeta          | RFN                                                                | NRD                                                                      | Norwegia                                                                         |

### Klasyfikacja
| Lp. | Zawodnik         | Punkty |
| --- | ---------------- | ------ |
| 1.  | Frank Ullrich    | 140    |
| 2.  | Anatolij Alabjew | 130    |
| 3.  | Kjell Søbak      | 128    |
| 4.  | Eirik Kvalfoss   | 120    |
| 5.  | Peter Angerer    | 117    |
| 6.  | Mathias Jung     | 114    |
| 7.  | Terje Krokstad   | 103    |
| 8.  | Matthias Jacob   | 103    |
| 9.  | Eberhard Rösch   | 98     |
| 10. | Erkki Antila     | 90     |